# 텔루구 문자
텔루구 문자(텔루구어: తెలుగు లిపి)는 브라흐미 문자계열의 아부기다이다.
왼쪽에서 오른쪽으로 쓴다.

## 같이 보기
- 브라흐미계 문자
- 텔루구어